# Ian Solo
Ian Solo, o Jan Solo (nei libri, nei fumetti, nelle opere del nuovo canone e nell'originale inglese Han Solo), è un personaggio immaginario dell'universo fantascientifico di Guerre stellari, interpretato sullo schermo da Harrison Ford. Nel film Solo: A Star Wars Story, ambientato prima della trilogia originale, il personaggio è interpretato da Alden Ehrenreich.
Nel film Guerre stellari, Ian e il suo co-pilota Chewbecca vengono coinvolti nell'Alleanza Ribelle che si oppone all'Impero Galattico. Durante il corso della saga diventa una delle figure principali dell'Alleanza e dei successivi governi galattici.
Ne Il risveglio della Forza, VII episodio della saga, viene infine ucciso dal figlio Ben, avuto dal matrimonio con la Principessa Leila Organa.

## Caratteristiche
Il creatore di Guerre stellari George Lucas ha descritto il personaggio come "un solitario che capisce l'importanza di far parte di un gruppo e di aiutare per il bene comune". Joseph Campbell e Bill Moyers lo hanno definito "un tipo molto pratico" che si considera "materialista", ma le sue avventure nella saga di Guerre stellari rivelano anche la sua compassione, una caratteristica "che non sapeva di possedere".

## Apparizioni

### Film

#### Guerre stellari
Ian Solo appare per la prima volta in Guerre stellari (1977), quando lui e il suo co-pilota Chewbecca accettano di trasportare Luke Skywalker, Obi-Wan Kenobi, C-3PO e R2-D2 ad Alderaan sulla loro nave, il Millennium Falcon. Ian deve al signore del crimine Jabba the Hutt una grande quantità di denaro dopo aver abbandonato il suo carico, e ha una taglia sulla sua testa; quando il cacciatore di taglie Greedo tenta di consegnarlo a Jabba, Ian gli spara e si prepara ad andarsene. Ian e suoi passeggeri vengono attaccati dai soldati imperiali, ma fuggono alla velocità della luce. Arrivati ad Alderaan, però, scoprono che il pianeta è stato distrutto. Il Falcon viene poi catturato e tenuto all'interno della Morte Nera, una stazione da battaglia dalle dimensioni di una luna costruita dall'Impero Galattico. Ian e i suoi compagni si nascondono nei compartimenti segreti del Falcon usati per il contrabbando, e si infiltrano nella stazione travestiti da soldati. Scoprono che la Principessa Leila Organa (Leia) è prigioniera a bordo, e Luke convince Ian ad aiutarlo a salvarla promettendogli una ricompensa enorme. I due salvano la principessa e fuggono dopo che Obi-Wan viene ucciso dal Signore dei Sith Dart Fener.
Dopo aver consegnato Luke, Leila, C-3PO e R2-D2 all'Alleanza Ribelle, Ian e Chewbecca ricevono un pagamento per i loro servizi e si preparano a partire. Luke gli chiede di restare e aiutare i ribelli ad attaccare la Morte Nera, ma Ian si rifiuta, non volendo essere coinvolto. Tuttavia, egli cambia idea e torna a salvare la vita di Luke durante la battaglia culminante del film, consentendogli di distruggere la Morte Nera. Per il suo eroismo, Ian viene premiato da Leila con una medaglia d'onore.

#### L'Impero colpisce ancora
Ne L'Impero colpisce ancora, Ian Solo ritorna con l'Alleanza Ribelle alla Base Echo sul pianeta ghiacciato di Hoth. Mentre è di pattuglia all'esterno con Luke, i due vedono una meteora colpire la superficie. Ian torna alla base mentre Luke decide di indagare. Ian informa Leila e il Generale della Base Echo che deve andarsene al fine di cancellare il suo debito con Jabba. Prima che possa partire, si scopre che Luke non è tornato dalla sua ricognizione, così Ian si avventura da solo nelle lande ghiacciate di Hoth trovando Luke gravemente ferito e vicino alla morte per congelamento. Usando la spada laser del suo amico, Ian apre il ventre del suo tauntaun e ci inserisce Luke per scaldarlo mentre costruisce un riparo in cui stare finché non vengono salvati la mattina seguente.
In seguito, Ian e Chewbecca vengono inviati a indagare sulla caduta di un'altra meteora. Scoprono che essa è in realtà un droide sonda imperiale. I due riescono a distruggere la sonda, ma non prima che l'Impero venga avvisato della posizione della Base Echo.
Quando l'Impero attacca la Base Echo, Ian, Chewbecca, Leila e C-3PO fuggono appena in tempo a bordo del Millennium Falcon. Ian elude una squadra di caccia TIE imperiali volando attraverso un campo di asteroidi, e finiscono involontariamente nella bocca di un verme gigante. Durante il viaggio, Ian e Leila si innamorano. Il gruppo riesce a nascondersi dalla flotta imperiale abbastanza a lungo da fuggire, ma non del tutto inosservato in quanto viene seguito di nascosto dal cacciatore di taglie Boba Fett.
Ian e compagni alla fine arrivano a Cloud City nel sistema di Bespin in cerca di riparazioni e riparo da Lando Calrissian, vecchio amico di Ian e amministratore della città. Tuttavia, Fett è già arrivato e ha avvertito l'Impero. Sotto minaccia di morte, Lando consegna Ian all'Impero. Dart Fener vuole catturare Luke ibernandolo nella grafite, e decide di testare il procedimento su Ian. Solo sopravvive, così Boba Fett parte per Tatooine per consegnarlo a Jabba the Hutt e intascare la taglia.

#### Il ritorno dello Jedi
Ne Il ritorno dello Jedi, Ian Solo è ancora imprigionato nella grafite e si trova nel palazzo di Jabba the Hutt su Tatooine. Luke escogita un'operazione di salvataggio e va al palazzo con Lando, Leila, C-3PO e R2-D2. Dopo che Ian è stato risvegliato, però, Jabba li scopre e condanna a morte Ian e Luke nel pozzo di sarlacc. Prima dell'esecuzione, Leila uccide Jabba e Luke e Ian sopraffanno i loro rapitori, e tutti e tre fuggono con i droidi.
Alla Base Ribelle, Ian e i suoi amici scoprono che l'Impero sta costruendo un'altra Morte Nera attorno alla luna boscosa di Endor. Dopo il suo ritorno, Ian viene nominato generale insieme a Leila. Ricongiuntosi con Luke dopo il suo ritorno da Dagobah, Ian conduce i ribelli fino a Endor per abbattere il campo di forza che circonda la stazione di battaglia, che è ancora in costruzione. Con l'aiuto dei nativi Ewok, Ian e la sua squadra distruggono il generatore di scudi della Morte Nera, permettendo a Lando e alle altre forze spaziali di distruggere la Morte Nera. Ian si riunisce poi con Leila e Luke su Endor per celebrare la sconfitta dell'Impero.

#### Il risveglio della Forza

Ian Solo con Chewbecca in una scena de Il risveglio della Forza.

In Star Wars - Il risveglio della Forza, ambientato circa trent'anni dopo Il ritorno dello Jedi, Ian Solo è tornato alla sua vecchia vita da contrabbandiere. Lui e Chewbecca vengono derubati del Millennium Falcon, ma lo recuperano dopo che è decollato dal pianeta Jakku pilotato da Rey e dal soldato rinnegato Finn. Mentre sono inseguiti da mercenari, Ian porta il Falcon alla velocità della luce per fuggire. Quando viene a sapere che Rey è alla ricerca di Luke, scomparso anni prima, Ian li porta da Maz Kanata, che può consegnare il droide BB-8 alla Resistenza. Sono costretti a fuggire quando le truppe del Primo Ordine arrivano sul pianeta. Ian è impressionato dall'abilità di pilotaggio di Rey, e le offre un lavoro sul Falcon. Lei rifiuta la sua offerta, ma comincia a pensare a lui come una figura di mentore e padre. Quando Rey viene rapita dal Primo Ordine, Ian vede che viene portata via da Kylo Ren, che lui sembra riconoscere.
Ian e Finn si uniscono alla Resistenza, guidata da Leila, ora moglie di Ian (che non la vede da molti anni). Viene poi rivelato che Kylo Ren è in realtà il loro figlio Ben Solo, che era stato addestrato nelle arti Jedi da Luke. Tuttavia, era stato corrotto dal leader supremo del Primo Ordine, Snoke, ed era passato al lato oscuro. Assumendo l'identità di Kylo Ren, aveva tradito la Repubblica e distrutto i Jedi, proprio come suo nonno Dart Fener. Con il cuore spezzato dal tradimento di Ben, Ian e Leila si erano separati, mentre Luke era andato in esilio. Leila chiede a Ian di trovare Ben e riportarlo a casa, convinta che ci sia ancora del buono in lui.
Ian e Chewbecca vanno con Finn alla stazione da battaglia del Primo Ordine, la Base Starkiller, per distruggerla e salvare Rey. Là, Ian vede Kylo Ren in piedi sul ponte sopra l'abisso del reattore. Ian lo segue sul ponte e lo chiama col suo vero nome. Cercando di salvare il figlio dal lato oscuro, Ian lo supplica di andarsene e di tornare con lui. Kylo Ren dice a Ian di sapere quello che deve fare, ma che non ha la forza di farlo, e gli chiede di aiutarlo. Ian acconsente, ma subito dopo il figlio accende la sua spada laser e trafigge il suo stesso padre. Ian guarda negli occhi suo figlio e gli tocca il viso prima di cadere giù dal ponte nel reattore, morendo.

#### Solo
Ian riappare anche da giovane nel film Solo: A Star Wars Story, dove vengono narrate le sue origini, il suo incontro con Chewbecca e con Lando Calrissian. Fin dalla nascita dell'Impero Galattico, la galassia è passata alla povertà e alla schiavitù, e l'unico modo per sopravvivere era diventare criminali. Ian lavorò al soldo della viscida Lady Proxima su Corellia, ma quando Ian fallì nel tentativo di recuperare del coassio (minerale prezioso ed esplosivo), Lady Proxima ordinò di catturare Ian. Quest'ultimo insieme alla sua amica Qi'ra cercano di fuggire da Corelia: Qi'ra viene catturata, ma Ian riesce a fuggire arruolandosi nell'Impero dove gli viene assegnato il cognome Solo. Tre anni dopo Ian incontra il contrabbandiere Tobias Beckett, il suo amore Val Beckett e Chewbecca, il quale li aiuta in una missione nel tentativo di recuperare il coassio, venendo tuttavia intercettati da una banda di pirati spaziali guidati da Enfys Nest (accerima nemica di Beckett) e Val muore nello scontro a causa di un'esplosione. Dopo la missione, Ian, Chewbecca e Beckett incontrano il misterioso leader della cospirazione Alba Cremisi, il temibile Dryden Vos, e qui Ian incontra nuovamente Qi'ra, diventata luogotenente di Vos. Ian e il suo equipaggio vengono mandati nuovamente a recuperare il coassio, chiedendo l'aiuto di Lando Calrissian e del suo droide L3-37, recandosi su Kessel, nel quale il coassio viene recuperato, ma L3 viene colpita da un colpo di blaster. A questo punto, Lando decide di abbandonare il gruppo, mentre Ian, Beckett, Chewbecca e Qi'ra cercano di dare il coassio a Vos, ma vengono intercettati da Enfys Nest, il quale afferma che dall'alba dell'Alba Cremisi, la galassia non è mai stata in pace da quando ha iniziato la ricerca del coassio, e che ha sempre cercato di proteggerlo, per questo ha sempre intercettato Beckett e la sua squadra. Dopo ciò, Beckett abbandona il gruppo, mentre Ian, Chewbecca e Qi'ra riescono a dare il coassio a Vos, scoprendo in seguito che Beckett ha sempre fatto il doppio gioco (e nel corso del film ha informato Ian di non fidarsi mai di nessuno). Mentre Beckett e Chewbecca stanno preparando il coassio, Qi'ra tradisce Vos uccidendolo con un blaster, partendo poi su Dathomir per incontrare il leader supremo dell'Alba Cremisi. Ian invece riesce a fermare Beckett sparandogli, per poi incontrare di nuovo Calrissian e, vincendo in una partita a Sabacc, ottiene il Millennium Falcon, partendo poi insieme a Chewbecca in una nuova avventura verso Tatooine.

#### L'ascesa di Skywalker
Dopo la sua morte, Ian ritorna come un ricordo sopito nella mente del figlio, cercando di convincere Ben a redimersi e aiutare Rey e la Resistenza a sconfiggere definitivamente il Primo Ordine e il malvagio Palpatine, che si è scoperto essere ancora vivo. Ben, sconvolto dalla morte di sua madre Leila e commosso dalle parole di conforto del padre, getta nelle acque la sua spada laser pentendosi di tutto il male che ha procurato, ma non appena si volta di nuovo verso il padre scopre che la sua immagine è scomparsa.

### Fumetti
Ian è uno dei protagonisti della serie a fumetti del 2015 Star Wars. Il n. 6 introduce Sana Starros, una sua socia che in precedenza si era finta sua moglie. Ian è anche protagonista della miniserie in cinque numeri Star Wars: Han Solo, incentrata sulla partecipazione del contrabbandiere alla gara Dragon Void Rule.

### Legends
Con l'acquisizione della Lucasfilm da parte di The Walt Disney Company nel 2012, la maggior parte dei romanzi e fumetti di Guerre stellari prodotti su licenza sono stati inseriti nel brand Legends e dichiarati non canonici al franchise nel mese di aprile del 2014.
Tra il 1979 e il 1980 Brian Daley scrisse una trilogia di romanzi intitolata The Han Solo Adventures che esplorava le avventure di contrabbando di Ian e Chewbecca. Tra il 1997 e il 1998 anche Ann C. Crispin scrisse una trilogia di romanzi intitolata semplicemente La trilogia di Ian Solo che sviluppa ulteriormente il background del personaggio. I libri di Crispin raffigurano Ian come un mendicante e borseggiatore per gran parte della sua giovinezza. Egli diventa un pilota e, mentre mina una frode religiosa, si innamora di Bria Tharen, che scompare prima che Ian si unisca alla Marina Imperiale. Ian perde la sua commissione e viene degradato quando si rifiuta di spellare Chewbecca per aver requisito una nave che trasportava bambini Wookiee destinati allo schiavismo; Chewbecca deve quindi la vita a Ian. I due diventano contrabbandieri, e contribuiscono a respingere un blocco imperiale su una luna Hutt. Poco dopo, Ian vince il Millennium Falcon da Lando Calrissian in un torneo di carte. Tharen, ora un'agente ribelle, riappare e chiede aiuto a Ian, Chewbecca e Lando per attaccare una colonia di schiavi. L'operazione ha successo, ma i soldati di Tharen rubano gli oggetti di valore del contrabbandiere per aiutare l'Alleanza Ribelle. Per compensare le loro perdite, Ian e Chewbecca accettano un lavoro di contrabbando da Jabba the Hutt, ma le navi imperiali costringono i contrabbandieri a disfarsi del loro carico.
Ian svolge un ruolo centrale in alcuni romanzi e fumetti di Guerre stellari ambientati dopo Il ritorno dello Jedi. Ne L'ultima missione (1993) di Timothy Zahn, Ian e Leila sono sposati e hanno due gemelli, che vengono chiamati Jaina e Jacen. Un amore per la principessa (1994) di Dave Wolverton racconta gli eventi che portano al matrimonio di Ian e Leila. Nella serie a fumetti Dark Empire II (1995) di Tom Veitch e Cam Kennedy, i due hanno un terzo figlio, Anakin. In Solo Command (1999) di Aaron Allston, Ian è il generale al comando della task force della Nuova Repubblica assegnata a rintracciare il signore della guerra imperiale Zsinj e le sue forze. Nel romanzo di R. A. Salvatore Vector Prime (1999), Chewbecca muore salvando la vita di Anakin, facendo cadere Ian in una profonda depressione. In Star by Star (2001) di Troy Denning, anche Anakin muore, aggravando la disperazione di Ian. Alla fine della serie The New Jedi Order, però, Ian accetta la morte di suo figlio e del suo migliore amico, e si riconcilia con la sua famiglia. Nella serie Legacy of the Force, Jacen diventa il Signore dei Sith Darth Caedus e immerge la galassia in una sanguinosa guerra civile. Ian rinnega Jacen, ma è ancora devastato da ogni nuovo oltraggio che suo figlio commette. Lui e Leila adottano la figlia di Jacen, Allana, dopo la morte di Jacen nel romanzo Invincible di Troy Denning.

## Il nome nell'adattamento italiano
Nel 1977 Mario Maldesi, direttore del doppiaggio di Guerre stellari, decise di modificare i nomi di alcuni personaggi del film per ragioni di armonia di linguaggio e di sveltezza nel dirlo rispetto al labiale americano, una scelta comune nelle opere di genere fantasy. Il nome di Han, con "h" aspirata che il nome originale richiede di pronunciare, diventò così un più accessibile Ian, una piccola modifica che permette di pronunciare il nome in maniera più naturale. Tale nome è stato usato nelle principali opere in cui è apparso il personaggio (nei film e nelle serie televisive ma anche in alcuni romanzi, fumetti e videogiochi) fino all'uscita del film Star Wars - Il risveglio della Forza, quando è stato ripristinato il nome originale, nome usato di norma anche nelle opere pubblicate in seguito.

## Accoglienza e influenza culturale
L'American Film Institute ha classificato Solo come il 14º migliore eroe del cinema. È stato anche ritenuto il 3º miglior personaggio cinematografico di sempre dalla rivista Empire. Entertainment Weekly ha classificato il personaggio al 7º posto nella sua lista The All-Time Coolest Heroes in Pop Culture. IGN ha invece posto Ian Solo come il secondo miglior personaggio di Guerre stellari (dietro a Dart Fener), inserendolo anche tra i dieci personaggi più bisognosi di uno spin-off e definendolo "senza dubbio il personaggio più cool dell'universo di Guerre stellari". Inoltre, Ford ha vinto un Saturn Award per il miglior attore ai Saturn Awards 2016 per la sua interpretazione ne Il risveglio della Forza.
Il produttore di Prince of Persia Ben Mattes spiegò che la loro ispirazione fu "qualunque cosa Harrison Ford avesse mai fatto: Indiana Jones, Ian Solo". Nel prepararsi a interpretare James T. Kirk, Chris Pine ha tratto ispirazione da come Ford ha interpretato Ian Solo e Indiana Jones, mettendo in evidenza il loro umorismo e i tratti di "eroe per caso". Anche l'antieroe della serie manga e anime Cobra è stato paragonato dalla critica a Solo.
Al personaggio è dedicato il nome di una specie di trilobite.